# (14235) 1999 XA187
(14235) 1999 XA187 è un asteroide troiano di Giove del campo greco. Scoperto nel 1999, presenta un'orbita caratterizzata da un semiasse maggiore pari a 5,151252 UA e da un'eccentricità di 0,085933, inclinata di 8,666050° rispetto all'eclittica. Ha un diametro di 28,530 km e un'albedo di 0,066.